# 少将

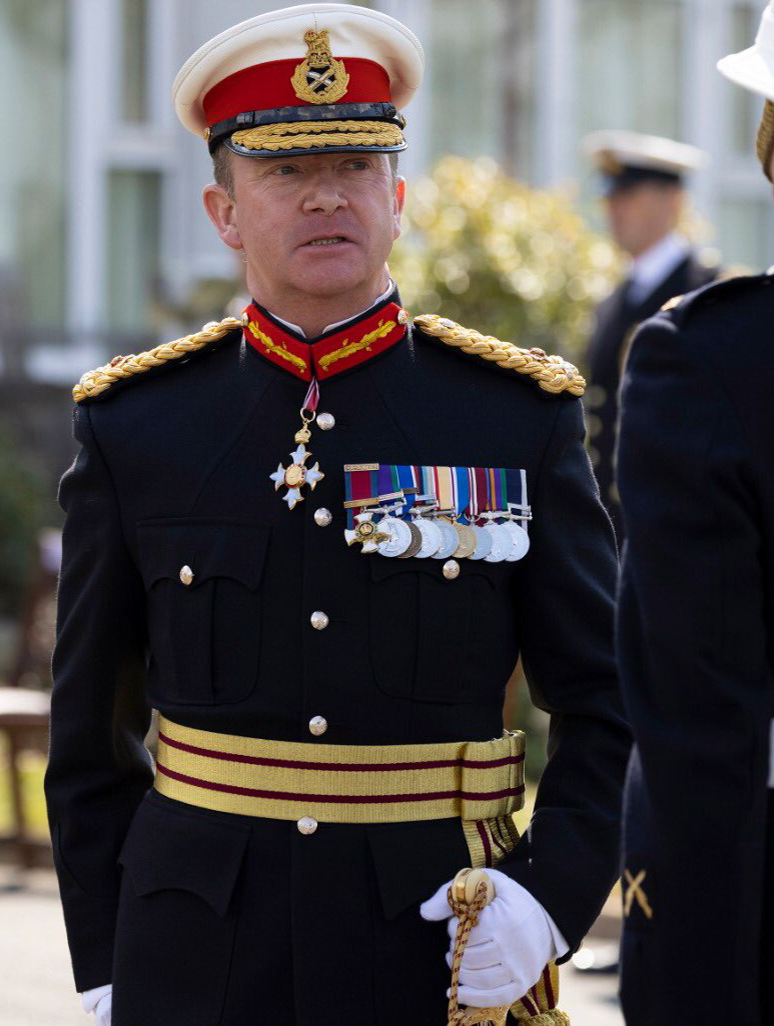
英國皇家海軍陸戰隊少將馬特·福爾摩斯

少將是軍隊的高級軍階，中将以下，准將或上校或大校以上的一階，在有大校的國家中，少將為將官最初階。在有的國家中，准將是将官中最初階，少将則是兩顆星。根據國家不同，少將為將官中的第三階或第四階。中文裡的少將一詞是來自於日本軍制，日本軍制中的少將來自日本古代官職「近衛左右府少將」。當代日本自衛隊中的少將稱作「將補」。在北約軍隊中，相當於OF-7。

## 美國

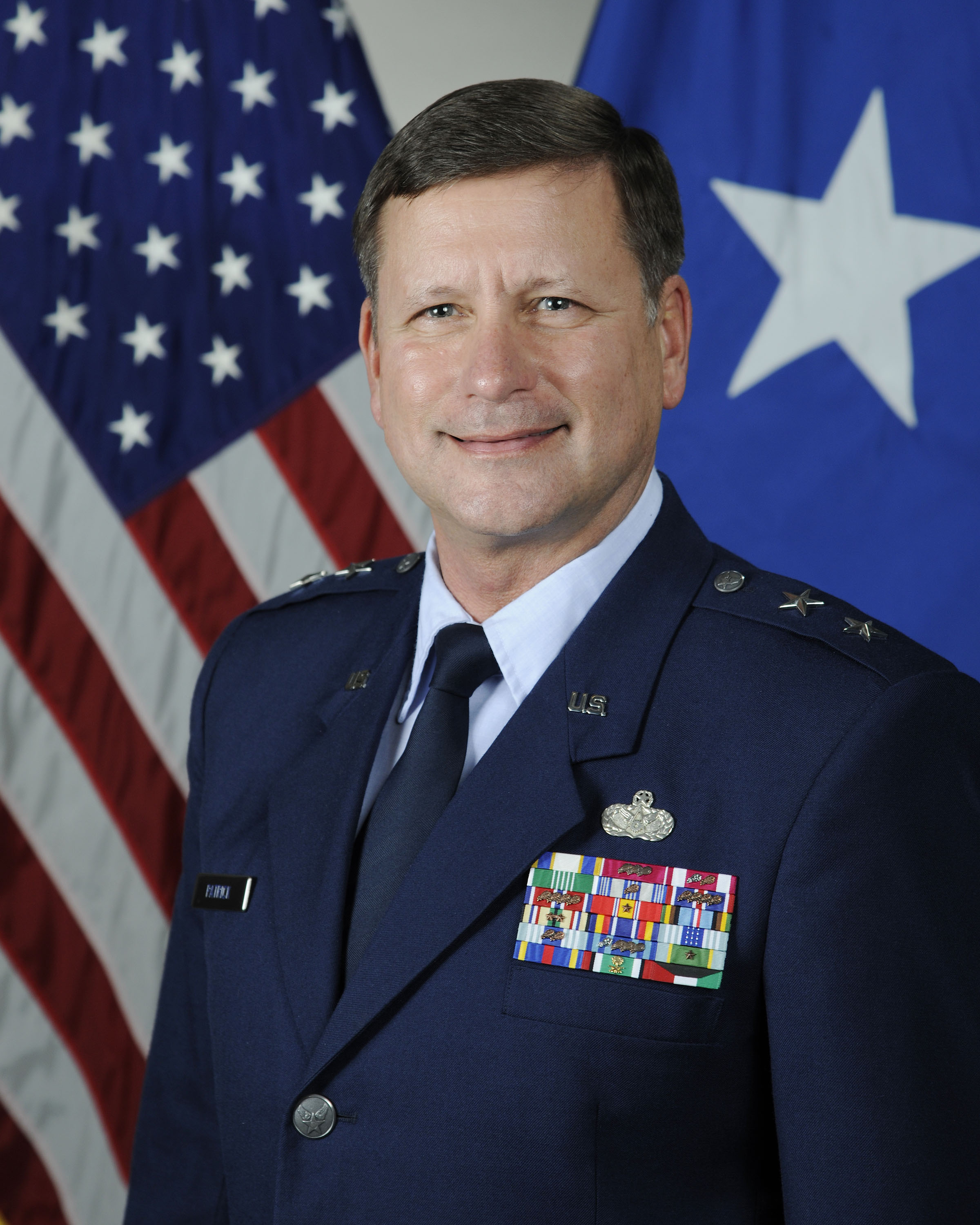
美國空軍少將倫納德·A·派屈克

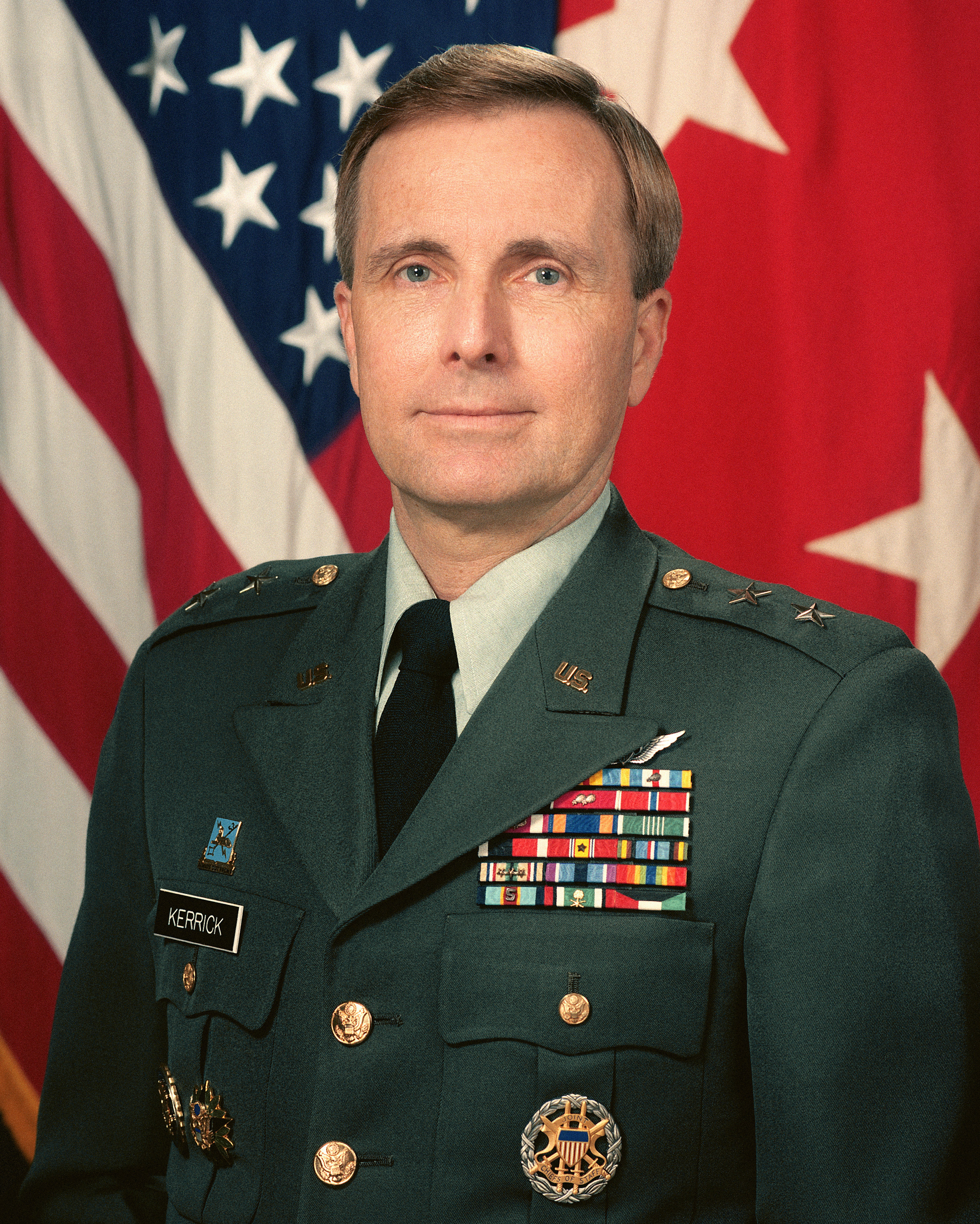
美國陸軍少將唐納德·L·克里克(已升為中將並退役)

美國陸军少将（Major-General）为中将和准将之間的军衔，准将是将官中最低一级，少将則是兩顆星。
在美國陸軍中，少將（MG）通常擔任師指揮官（例如，步兵師、騎兵師等，約10,000至15,000名軍士官兵的部隊），或訓練中心指揮官、聯合特遣部隊指揮官、副指揮官到三星級上將4級參謀長。司令部、陸軍和聯合參謀部的高級主管，以及就陸軍國民警衛隊而言，擔任其州、聯邦或領地的副指揮官 (TAG)。在某些情況下，各州可以在未經參議院確認的情況下將其副將晉升為中將。
在美國海軍陸戰隊中，少將（Maj Gen）通常擔任海軍陸戰隊遠征軍、海軍陸戰隊師、海軍航空兵聯隊、聯合特遣部隊指揮官或海軍陸戰隊和聯合參謀部的高級指揮官的指揮官或副指揮官。
在美國空軍中，少將（Maj Gen）通常擔任編號航空隊指揮官、三星級司令部副指揮官、聯合特遣部隊指揮官、作戰中心、訓練中心、武器中心或後勤中心指揮官。」就空軍國民警衛隊而言，他們還可以擔任其所在州、聯邦或領地的副指揮官（TAG）。

美軍各軍種通用少將軍階標識
美國陸軍少將肩章（綠軍服）
美國陸軍少將肩章（藍軍服，兵種是步兵）
美國海軍少將肩章
美國海軍陸戰隊少將肩章
美國空軍少將肩章
美國海岸警衛隊少將肩章

## 英國
英國陸軍中少將多擔任師長，但其他職位也可以由少將擔任，例如桑赫斯特皇家軍事學院的校長就是少將。而在皇家海軍中，少將的軍階起源於17世紀，當時每一支艦隊都會由一位海軍上將指揮，並另有兩名將領協助指揮，其中一名為副上將（vice admiral，即海軍中將）協助指揮在艦隊前段需要激烈戰鬥的軍艦，另一名將領則需協助指揮在艦隊後段相對不須激烈戰鬥的其餘軍艦，由於這個任務被認為相對容易，因此這個職務的擔任者通常是三位將領中最年輕、資淺的，後來此職位就了海軍少將（Rear admiral）軍階。

### 現代等級標示

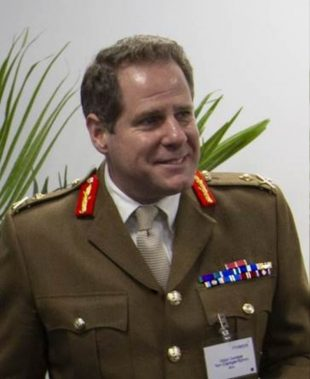
英國陸軍少將湯馬斯·科平格-賽姆斯(已於2022年5月升為中將)

英國陸軍少將肩章
英國皇家海軍少將肩章
英國皇家海軍陸戰隊少將肩章
英國皇家空軍少將肩章及袖章(皇家空軍中准將至上將的肩章皆相同，但袖章不同)

### 歷史上的等級標示

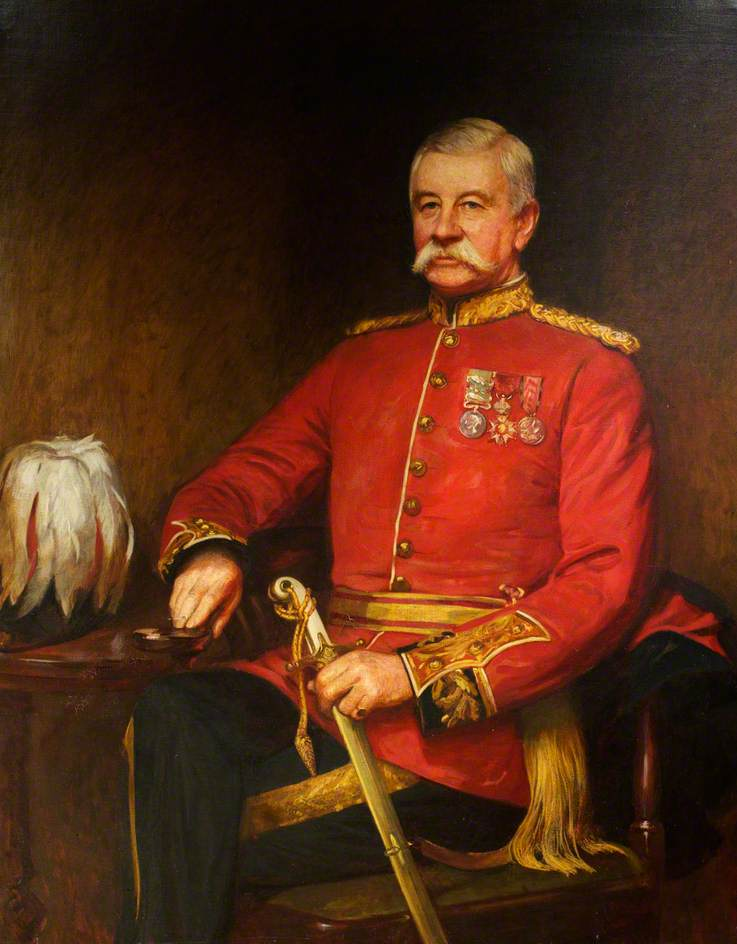
威廉·艾倫(英國陸軍軍官)少將穿著1880年式英國陸軍制服，和上一款1856年式制服使用的領章標示不同，1880年式的階級以肩章標識（大約繪製於1905年，放在左側桌上的帽子是制服的一部份，為尖端向前佩戴的黑色雙角帽，頂端以白毛裝飾）

英國皇家海軍少將在歷史上曾與准將共用制服。

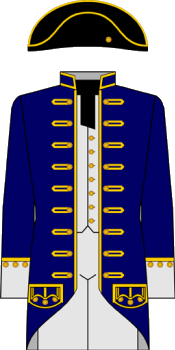
英國皇家海軍少將及准將制服(1787-1795)
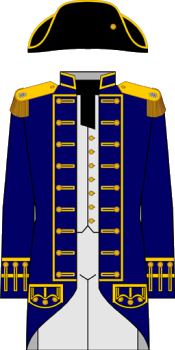
英國皇家海軍少將及准將制服(1795-1812)
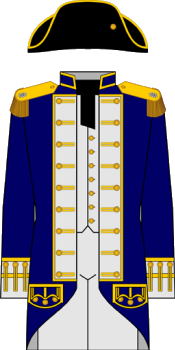
英國皇家海軍少將及准將制服(1812-1827)
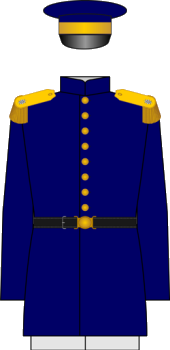
英國皇家海軍少將及准將制服(1827-1833)
英國皇家空軍少將袖章(1918-1919)

## 中华人民共和国
在中华人民共和国，少将是将官初级、領章為一颗金星，由大校所升任，他们在軍中通常擔任大军区副职，正军职，副军职，正师职。但实际授衔中，正师职授予少将军衔的军官无论是数量还是比例都较低（通常为拟提拔为副军职以上的军官或者作为拥有荣誉嘉奖的军官的奖励），通常少将军衔授予副军职及其以上的军官。

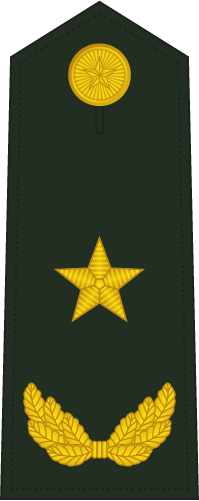
中国人民解放军陆军少将肩章
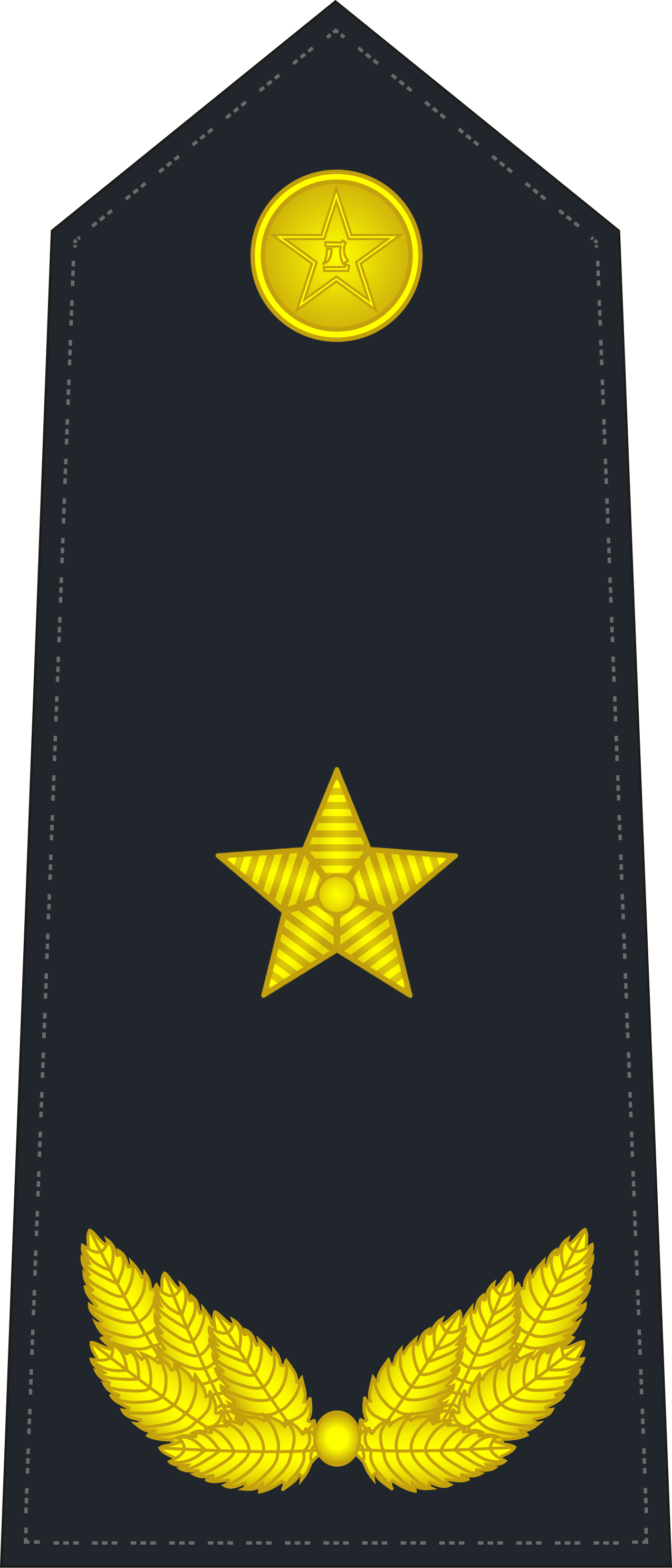
中国人民解放军海军少将肩章
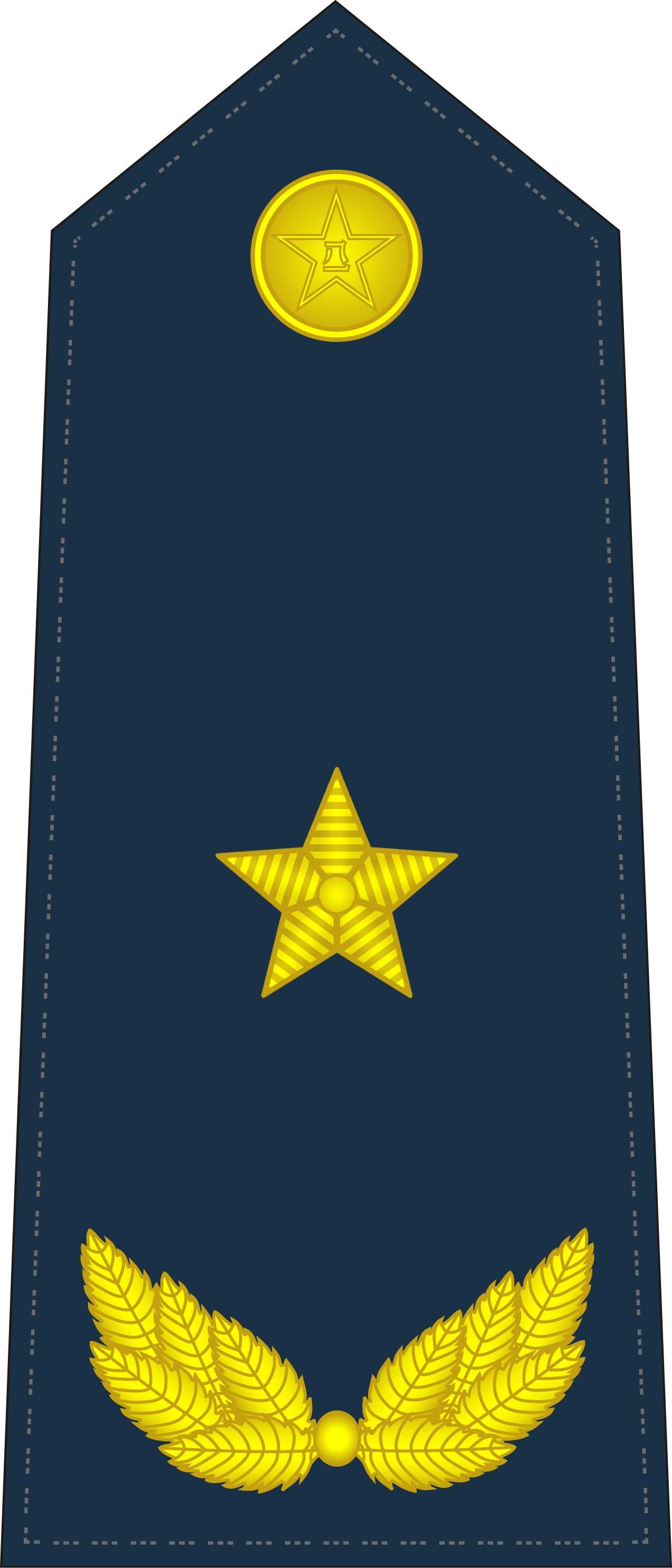
中国人民解放军空军少将肩章

## 中華民國
中華民國陸軍少将的肩、領章為一星，是陸軍將官之中最低的一個級別，由陸軍上校所升任。在軍中通常擔任陸軍司令部的副參謀長、各司令部的參謀長、國防部各下屬單位的高階主官（主管）、軍團副指揮官、防衛指揮部副指揮官、軍團/防衛指揮部參謀長、軍團/防衛指揮部政戰主任、地區指揮官、指揮部指揮官、旅長、軍醫院院長和陸軍官校校長等一職。中華民國空軍少将肩、領章也為一星，是空軍將官之中最低的一個級別，由空軍上校所升任。通常擔任職務為國防部各下屬單位的高階主官（主管）、處長、督察長、作戰指揮部（少將）副指揮官、防空暨飛彈指揮部副指揮官、教育訓練暨準則發展指揮部副指揮官、空軍官校校長、空軍官校飛行指揮部指揮官、航空技術學院校長、基地指揮部/指揮部指揮官、戰術戰鬥機聯隊聯隊長等一職。

中華民國陸軍少將肩章
中華民國憲兵少將肩章
中華民國空軍少將肩章
海洋委員會海巡署簡任十一職等、警監三階、少將肩章
海洋委員會海巡署簡任十二職等、警監二階、少將肩章

## 其他
在英国陆军和美國陆军中少將（Major-General）為中將和准將間的軍階，准將是將官中最低一階，一顆星，少将則是兩顆星。
二戰以前的德國陸軍和空軍中，少將為將官中最低一階。戰後的德國聯邦國防軍則引進了准將這一軍階，少將則是兩顆星,而在中華民國國軍中，少將為一顆星。
除了一般少將之外，尚存在有「軍醫少將」此一特定軍銜名稱（陸軍、空軍軍醫少將稱，海軍軍醫少將稱）

哥倫比亞 Mayor General
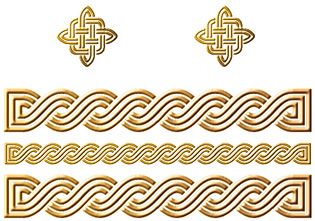
克羅埃西亞 General bojnik
希臘 Υποστράτηγος
義大利 Generale di Divisione Maggiore Generale
荷蘭 Generaal-majoor
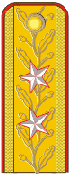
羅馬尼亞 General-maior
西班牙 General de División
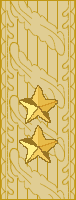
瑞典 Generalmajor
德國 Generalmajor
日本陸上自衛隊 陸將補
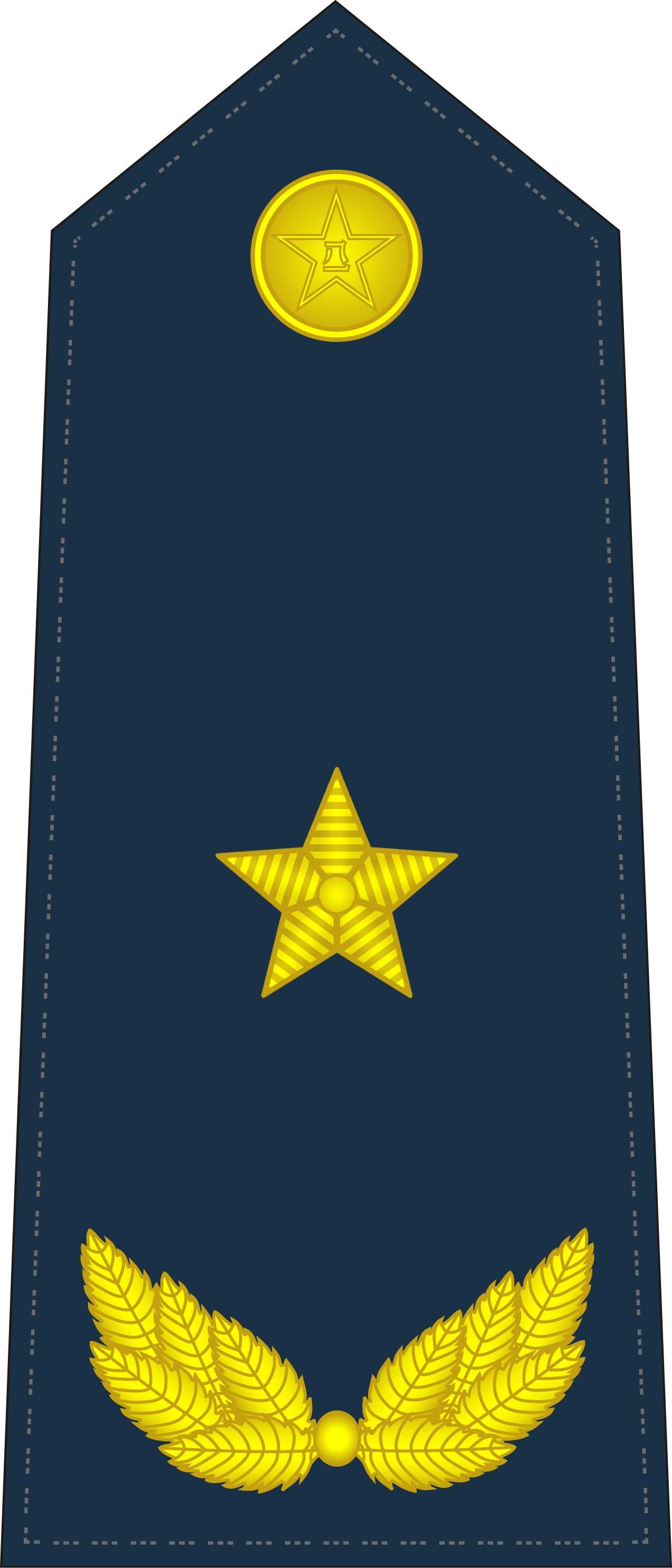
中國人民解放軍空軍 少将
丹麥空軍 Generalmajor
德國空軍 Generalmajor
希臘空軍 Υποπτέραρχος
波蘭空軍 Generał dywizji
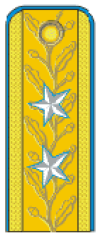
羅馬尼亞空軍 General-Maior
西班牙空軍 General de División
法國空軍 Général de division aérienne
俄羅斯空軍 генера́л-майо́р
韓國空軍 소장
日本航空自衛隊 空將補